# Ayrton Londero
Ayrton Londero Grillone (General Ramírez, Provincia de Entre Ríos; 23 de septiembre de 1997) es un piloto argentino de automovilismo. Desarrolló su carrera deportiva en las distintas divisiones formativas de la Asociación Corredores de Turismo Carretera, debutando en el año 2016 en el TC Pista Mouras y llegando a su punto cúlmine en 2020, con la obtención del campeonato de TC Pista, siendo esta si primera consagración a nivel nacional.
Tras la obtención de su título en TC Pista, fue habilitado para competir en el Turismo Carretera, anunciando su ingreso a partir de la temporada 2021.

## Biografía
Nacido en la localidad de General Ramírez, Provincia de Entre Ríos e hijo de Javier Londero y Marisel Grillone, Ayrton Londero inició su carrera deportiva a los 10 años compitiendo en karting. Sin embargo, su carrera se vio truncada cuando contaba con 14 años, cuando en un accidente de tránsito perdió a su padre, principal promotor de su carrera.
Con el pasar de los años, su madre pasa a convertirse en su nueva promotora, logrando reactivar la carrera del joven Ayrton, quien ingresa a competir en el Campeonato Entrerriano de Karting, logrando el título en la categoría 125 cm³, en el año 2013. Más tarde se asoció al taller Motor Car's Competición de su localidad, quienes lo llevaron a debutar en el automovilismo zonal, compitiendo en la categoría TC850 al comando de un Fiat 600. Con esta unidad y equipo, quedó a las puertas del título del campeonato 2015, cuando tras desarrollarse la revisión técnica de la última fecha, la desclasificación de uno de sus rivales terminó por definir el campeonato en favor de Eliseo Contardi.
Sus resultados obtenidos lo animaron junto a la gente del Motor Car's a debutar a nivel nacional en el automovilismo profesional, llevándolo a competir en la temporada 2016 del TC Pista Mouras, cuarta división del escalafón de ascenso de la Asociación Corredores de Turismo Carretera. Su debut se produjo al mando de un Chevrolet Chevy alquilado al expiloto José María Garavano, en la tercera fecha del torneo, mientras que su primer triunfo llegó en la décima fecha en el Autódromo Roberto Mouras, el cual le permitió clasificar a la instancia de definición. Estos resultados, sumados a su noveno puesto final en el campeonato, facilitaron su ascenso al TC Mouras para la temporada 2017.
En 2017 Londero vivió un año bisagra para su carrera deportiva, el cual no estuvo exento de polémicas. Si bien su debut en TC Mouras fue al comando del Chevrolet Chevy del Motor Car's, con el cual conquistó su primera victoria y también clasificó a la etapa de definición, causó sorpresa al anunciar su incorporación al equipo de Omar Martínez, donde pasó a conducir un Ford Falcon. La polémica se generó debido a que el pase se produjo una vez finalizada la etapa de clasificación. En su primera presentación con esa marca, Londero obtuvo su segundo triunfo anual, lo que lo puso como candidato firme al título, sin embargo esto no fue suficiente y terminó perdiendo el título frente a  Facundo Della Motta (paradójicamente, piloto de  Chevrolet, marca que Londero había abandonado). Para peor, sus números en el campeonato general tampoco fueron suficientes, perdiendo también el subcampeonato a manos de Maximiliano Vivot (también con Chevrolet). A pesar de ello, sus logros fueron motivo suficiente para recibir el pase al TC Pista. Otro episodio que marcó la carrera deportiva de Londero, fue la invitación que le cursara el piloto Emanuel Moriatis para formar parte junto al también entrerriano Joel Gassmann de una tripulación para competir en la edición 2017 de los 1000 km de Buenos Aires del Turismo Carretera, produciéndose de esta forma el debut de Londero en esta categoría.
Para la temporada 2018 se produjo su debut en la divisional TC Pista, donde además de mantenerse en el equipo de Omar Martínez, fue la división en la que más tiempo se mantuvo compitiendo. En su primera intervención en el año 2018, logró cerrar el torneo con dos victorias en la quinta fecha corrida en el Autódromo Rosamonte el 6 de mayo, y en la novena fecha corrida en el Autódromo Oscar y Juan Gálvez, el 19 de agosto.

## Trayectoria
| Año     | Categoría                                            | Automóvil       |
| ------- | ---------------------------------------------------- | --------------- |
| 2013    | Karting Entrerriano. Campeón                         | 125cc           |
| 2014    | Debut en TC850 Entrerriano                           | Fiat 600        |
| 2015    | TC850 Entrerriano. Subcampeón                        | Fiat 600        |
| 2016    | Debut en TC Pista Mouras                             | Chevrolet Chevy |
| 2017    | Debut en TC Mouras                                   | Chevrolet Chevy |
| 2017    | Debut en TC Mouras                                   | Ford Falcon     |
| 2017    | Invitado a los 1000 km de Buenos Aires (debut en TC) | Ford Falcon     |
| 2018    | Debut en TC Pista                                    | Ford Falcon     |
| 2018    | Torneo de invitados de TC Mouras                     | Ford Falcon     |
| 2019    | TC Pista                                             | Ford Falcon     |
| 2020    | TC Pista. Campeón                                    | Ford Falcon     |
| 2021    | Turismo Carretera                                    | Ford Falcon     |
| 2021    | Turismo Carretera                                    | Torino Cherokee |
| Fuente: |                                                      |                 |

## Resultados

### TC Pista Mouras
| Año                     | Año             | Carreras                                                          | Carreras | Carreras | Carreras | Carreras | Carreras | Carreras | Carreras | Carreras | Carreras | Carreras | Carreras | Carreras | Carreras | Carreras | Posición final      |
| Equipo                  | Marca           | Carreras                                                          | Carreras | Carreras | Carreras | Carreras | Carreras | Carreras | Carreras | Carreras | Carreras | Carreras | Carreras | Carreras | Carreras | Carreras | Posición final      |
| ----------------------- | --------------- | ----------------------------------------------------------------- | -------- | -------- | -------- | -------- | -------- | -------- | -------- | -------- | -------- | -------- | -------- | -------- | -------- | -------- | ------------------- |
| 2016                    | 2016            | 01 [[Archivo:\|20x20px\|border\|Bandera del Partido de La Costa]] | 02       | 03       | 04       | 05       | 06       | 07       | 08       | 09       | 10       | 11       | 12       | 13       | 14       | 15       | 9.º (334.00 puntos) |
| Motor Car's Competición | Chevrolet Chevy | NP                                                                | NP       | 23       | 14       | 16       | 2.º      | 13       | 3.º      | 10       | 1.º      | 7.º      | 12       | 25       | 11       | 9.º      | 9.º (334.00 puntos) |

### TC Mouras
| Año                     | Año             | Carreras | Carreras | Carreras | Carreras | Carreras | Carreras | Carreras | Carreras | Carreras | Carreras | Carreras | Carreras | Carreras | Carreras | Carreras | Posición final      |
| Equipo                  | Marca           | Carreras | Carreras | Carreras | Carreras | Carreras | Carreras | Carreras | Carreras | Carreras | Carreras | Carreras | Carreras | Carreras | Carreras | Carreras | Posición final      |
| ----------------------- | --------------- | -------- | -------- | -------- | -------- | -------- | -------- | -------- | -------- | -------- | -------- | -------- | -------- | -------- | -------- | -------- | ------------------- |
| 2017                    | 2017            | 01       | 02       | 03       | 04       | 05       | 06       | 07       | 08       | 09       | 10       | 11       | 12       | 13       | 14       | 15       | 6.º (509.00 puntos) |
| Motor Car's Competición | Chevrolet Chevy | 5.º      | 15       | 1.º      | 17       | 6.º      | 19       | 13       | 17       | 12       | 2.º      |          |          |          |          |          | 6.º (509.00 puntos) |
| Martínez Competición    | Ford Falcon     |          |          |          |          |          |          |          |          |          |          | 1.º      | 2.º      | 9.º      | 5.º      | 7.º      | 6.º (509.00 puntos) |

## Palmarés
| Título     | Categoría         | Automóvil   | Año  |
| ---------- | ----------------- | ----------- | ---- |
| Subcampeón | TC850 Entrerriano | Fiat 600    | 2015 |
| Campeón    | TC Pista          | Ford Falcon | 2020 |